# واینبوهلا
واینبوهلا (به آلمانی: Weinböhla) یک منطقهٔ مسکونی در آلمان است که در مایسن واقع شده‌است. واینبوهلا ۱۰٬۱۸۴ نفر جمعیت دارد.